# Yoro Diakité
Yoro Diakité (17 octobre 1932 – 13 juin 1973) est un officier militaire et un homme d'État malien. Il est nommé Premier ministre par le président Moussa Traoré et exerce sa fonction entre le 19 novembre 1968 et le 18 septembre 1969. Il participe au coup d'État qui renverse Modibo Keita en 1968. Après avoir été accusé d'avoir organisé une tentative de coup d'État en 1971, il est condamné à la prison à vie et meurt dans le camp de prisonniers de Taoudeni.